# Desmodium renifolium
Desmodium renifolium là một loài thực vật có hoa trong họ Đậu. Loài này được (L.) Schindl. miêu tả khoa học đầu tiên.